# Якутск вечерний
«Якутск вечерний» — общественно-политическая еженедельная газета. Издается с 1994 года в Якутии.

## История
В 2003 публикация в газете статьи «Меня избили министр ВД и его заместитель» стала основанием для уголовного дела.
Сотрудники газеты стали авторами идеи установки памятника карасю, торжественное открытие которого состоялось 15 сентября 2012 года в честь празднования 380-летия города Якутска.
Газета выступала против возведения памятника Сталину в Якутске. Газета и её журналисты подвергаются судебному преследованию и слежке со стороны спецслужб.
В 2009 году Федеральное агентство по печати и массовым коммуникациям включило газету в число СМИ, получающих федеральные гранты за продвижение в обществе «социально значимых проектов» — публикации, направленные против коррупции в Якутии.

## Награды
- 2015 —  специальная премия Союза журналистов России за реализацию специального проекта «Коррупции.net»
- 2014 — знак отличия «Золотой фонд прессы – 2014»
- 2013 — премия имени Герда Буцериуса «Свободная пресса Восточной Европы» (Gerd Bucerius-Förderpreis Freie Presse Osteuropas). Номинировал газету на премию независимый журналист из Калуги Мориц Гатманн[4].
- 2013 — третье место на Всероссийском конкурсе региональных СМИ по итогам 2012 г., серебро за лучший новостной региональный сайт
- 2011 — Первое место на XV фестивале СМИ «Вся Россия»[1]
- 2011 — Премия правительства РФ в области печатных СМИ[5].
- 2010 — бронза на всероссийском конкурсе «Лучшая региональная газета»[1]
- 2008 — специальный диплом Премии имени Андрея Сахарова «За журналистику как поступок»[1]
- 2008 — специальный диплом Союза журналистов и третье место в номинации «За акцию, повлёкшую наибольший общественный резонанс» (газета провела общественный референдум и добилась отмены установки в Якутске памятника Иосифу Сталину)[1]
- 2006, 2007, 2008, … 2012 — газета шесть раз получала награду «Тираж — рекорд года» от Национальной тиражной службы (НТС) России в номинации «Вечерняя газета»[1].
- 2006 — первое место в номинации «За акцию, повлёкшую наибольший общественный резонанс» (газета отменила через суд незаконное повышение коммунальных платежей и вернула горожанам отобранные деньги)[1]
- 2005 — первое место «За мужество и принципиальность в отстаивании позиций»[1]
- 2004 — Гран-При и «Золотое перо» «за освещение экономических реформ»[1]
- 2003 — победа в номинации «Лучшая городская (районная) газета»[1]